# Kamieniec (obwód briański)
Kamieniec (ros. Каменец) – wieś (sieło) w Rosji, w obwodzie briańskim, w rejonie kletniańskim. W 2010 liczyła 8 mieszkańców.